# Mundanije
Mundanije is een plaats in de gemeente Rab in de Kroatische provincie Primorje-Gorski Kotar. De plaats telt 519 inwoners (2001).